# Condado de Grójec
Nota linguística: Não confundir hrabstwo (condado) com powiat (divisão administrativa)..
Grójec (polaco: powiat grójecki) é um powiat (condado) da Polónia, na voivodia da Mazóvia. A sede é a cidade de Grójec. Estende-se por uma área de 1268,82 km², com 96 524 habitantes, segundo os censos de 2005, com uma densidade 76,07 hab/km².

## Divisões admistrativas
O condado possui:
Comunas urbana-rurais: Grójec, Mogielnica, Nowe Miasto nad Pilicą, Warka
Comunas rurais: Belsk Duży, Błędów, Chynów, Goszczyn, Jasieniec, Pniewy
Cidades: Grójec, Mogielnica, Nowe Miasto nad Pilicą, Warka

## Demografia
População (dados de 30 de Junho de 2005):
|          | Total   | Total | Mulheres | Mulheres | Homens  | Homens |
| -------- | ------- | ----- | -------- | -------- | ------- | ------ |
|          | pessoas | %     | pessoas  | %        | pessoas | %      |
| Total    | 96 524  | 100   | 48 812   | 50,6     | 47 712  | 49,4   |
| Cidades  | 32 295  | 100   | 16 823   | 52,1     | 15 472  | 47,9   |
| Povoados | 64 229  | 100   | 31 989   | 49,8     | 32 240  | 50,2   |